# Hoderman Lajos
Hoderman Lajos (másként Ludovicus Hodermann) (Farnad, 1799. december 27. – Hajnik (Szliács), 1870. június 28.) plébános.

## Élete
Nagyszombatban tanult filozófiát és teológiát. 1823. augusztus 15-én felszentélt. Előbb Kövesden, majd 1824-től Karancsságon, 1829-től Vadkerten és 1832-től Érsekújvárott szolgált káplánként. Ekkor egyben a verebélyi és szentgyörgyi szék táblabírája.
1836-1858 között előbb adminisztrátor, majd plébános Börzsönyben. 1858-tól haláláig nagykéri plébános. Ottani működése alatt újították fel a templom tetejét.
A szliácsi fürdőben hunyt el tífuszban, ahova gyógyulni ment. Ott is temették el.